# Sydney White
Sydney White är en komedifilm från 2007 i regi av Joe Nussbaum, med Amanda Bynes, Sara Paxton, och Matt Long. Filmen bygger på historien om Snövit och de sju dvärgarna.

## Rollista
| Amanda Bynes         | – Sydney White       |
| Sara Paxton          | – Rachel             |
| Matt Long            | – Tyler              |
| Jack Carpenter       | – Lenny              |
| Jeremy Howard        | – Terrence           |
| Crystal Hunt         | – Dinky              |
| Adam Hendershott     | – Jeremy             |
| Danny Strong         | – Gurkin             |
| Samm Levine          | – Spanky             |
| Libby Mintz          | – Christy            |
| John Schneider       | – Paul White         |
| Arnie Pantoja        | – George             |
| Donté Bonner         | – Embele             |
| Brian Patrick Clarke | – Professor Carleton |
| Lauren Leech         | – Katy               |